# Soutustadion
Das Soutustadion (deutsch Ruderstadion) ist eine Regattastrecke in der finnischen Hauptstadt Helsinki. Die Strecke befindet sich in der Seurasaarenselkä.

## Geschichte
Mit der Bewerbung Helsinkis für die Olympischen Sommerspiele 1940 wurde 1938 mit dem Bau der Regattastrecke für die Ruderregatten begonnen. 1939 wurde die Tribüne mit 2201 Sitzplätzen fertiggestellt. Wegen des Zweiten Weltkrieges konnten die Spiele jedoch nicht abgehalten werden. 12 Jahre später hingegen war Helsinki Austragungsort der Olympischen Sommerspiele. Da der Bereich der Regattastrecke jedoch als zu windig für Ruderregatten eingestuft wurde, mussten diese nach Meilahti in ein einem temporären Ruderstadion ausgetragen werden. Damit das Stadion genutzt werden konnte, fanden stattdessen die Kanuwettbewerbe im Soutustadion statt. Neben der Sitzplatztribüne gab es während der Spiele 5000 Stehplätze, wodurch die Wettkampfstätte über eine Kapazität von 7201 Plätzen verfügte.